# 7a cerimònia dels Premis César
La 7a cerimònia dels Premis César — també coneguts com Nuit des César — que premiava les pel·lícules estrenades el 1981, va tenir lloc el 27 de febrer de 1982 a la Salle Pleyel.
Va ser presidida per Orson Welles i retransmesa a Antenne 2, presentada per Pierre Tchernia. La pel·lícula amb més nominacions, Baralla de Bertrand Tavernier, no va rebre cap premi. La segona amb més nominacions (vuit), Garde à vue de Claude Miller, en va guanyar quatre. Tanmateix, els premis a millor pel·lícula i millor director els va guanyar La recerca del foc de Jean-Jacques Annaud.

## Presentadors i ponents
- Robert Enrico, president de l'Académie des Arts et Techniques du Cinéma
- Orson Welles, president de la cerimònia
- Jean-Pierre Aumont, Thierry Le Luron, Jacques Martin, mestres de cerimònia
- Nastassja Kinski, Yves Montand, pel César a la millor actriu

## Guanyadors i nominats
Els guanyadors s'indiquen en negreta.
| Millor pel·lícula - La recerca del foc de Jean-Jacques Annaud - Baralla de Bertrand Tavernier - Garde à vue de Claude Miller - Les uns et les autres de Claude Lelouch                                                                                    | Millor director - Jean-Jacques Annaud per La recerca del foc - Claude Miller per Garde à vue - Pierre Granier-Deferre per Une étrange affaire - Bertrand Tavernier per Baralla        |
| Millor actor - Michel Serrault per Garde à vue - Patrick Dewaere per Beau-père - Philippe Noiret per Baralla - Michel Piccoli per Une étrange affaire | Millor actriu - Isabelle Adjani per Possessió - Fanny Ardant per La Femme d'à côté - Catherine Deneuve per Hôtel des Amériques - Isabelle Huppert per Baralla                         |
| Millor actor secundari - Guy Marchand per Garde à vue - Jean-Pierre Marielle per Baralla - Eddy Mitchell per Baralla - Gérard Lanvin per Une étrange affaire                                                                                              | Millor actriu secundària - Nathalie Baye per Une étrange affaire - Stéphane Audran per Baralla - Sabine Haudepin per Hôtel des Amériques - Veronique Silver per La Femme d'à côté     |
| Millor guió - Jean Herman, Michel Audiard i Claude Miller per Garde à vue - Jean Aurenche i Bertrand Tavernier per Baralla - Gérard Brach per La recerca del foc - Christopher Frank, Pierre Granier-Deferre et Jean-Marc Roberts per Une étrange affaire | Millor música - Vladimir Cosma per Diva - Michel Legrand i Francis Lai per Les uns et les autres - Philippe Sarde per La recerca del foc - Ennio Morricone per Le Professionnel       |
| Millor fotografia - Philippe Rousselot per Diva - Claude Agostini per La recerca del foc - Bruno Nuytten per Garde à vue - Jean Penzer per Malevil | Millor decorat - Max Douy per Malevil - Hilton McConnico per Diva - Brian Morris per La recerca del foc - Alexandre Trauner per Baralla                                               |
| Millor muntatge - Albert Jurgenson per Garde à vue - Hugues Darmois et Sophie Bhaud per Les uns et les autres - Henri Lanoë per Malevil - Armand Psenny per Baralla                                                                                       | Millor so - Jean-Pierre Ruh per Diva - Paul Lainé per Garde à vue - Harald Maury per Les uns et les autres - Pierre Gamet per Malevil                                                 |
| Millor pel·lícula estrangera - L'home elefant - A la recerca de l'arca perduda - Cercle d'enganys - Człowiek z żelaza | Millor primera pel·lícula - Diva de Jean-Jacques Beineix - Le Jardinier de Jean-Pierre Sentier - Neu de Jean-Henri Roger i Juliet Berto - Une affaire d'hommes de Nicolas Ribowski    |
| Millor curtmetratge d'animació - La Tendresse du maudit de Jean-Manuel Costa - L'Échelle d'Alain Ughetto - Trois thèmes d'Alexis Alexeieff | Millor curtmetratge de ficció - Les Photos d'Alix de Jean Eustache - Cher Alexandre d'Anne Lemonier - Le Rat noir d'Amérique de Jérôme Enrico - The Subtil Concept de Gérard Krawczyk |
| Millor curtmetratge documental - Le Miroir de la terre de Paul de Roubaix - Reporters de Raymond Depardon - Ci-gisent de Valérie Moncorgé - Solange Giraud née Tache de Simone Bitton                                                                     | |
| César d'honor Georges Dancigers Alexandre Mnouchkine Andrzej Wajda | |
| Homenatge - René Clair per Alain Decaux - Jean Nény | |